# Memorial Maarjamäe

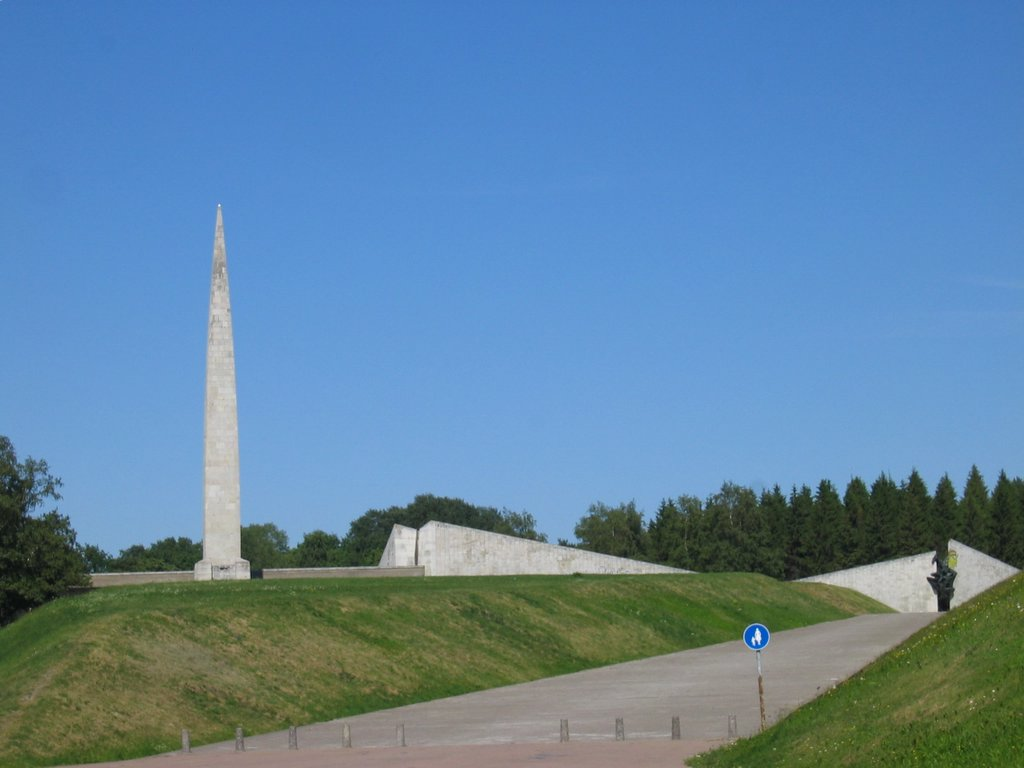
Memorial Maarjamäe

O Memorial Maarjamäe (em estoniano:  Maarjamäe memoriaal) é um memorial em Tallinn, na Estónia. O memorial está localizado na estrada Pirita, entre o planalto Lasnamäe e a baía de Tallinn . O memorial é dedicado aos que morreram ao defender a União Soviética.
O memorial foi projectado pelo arquitecto Allan Murdmaa e o escultor Matti Varik, e algumas partes foram projectadas pelo arquitecto Mart Port e pelo escultor Lembit Tolli.
A parte central do memorial é um obelisco de 35 metros que foi erguido em 1960. Além do obelisco, também foram erguidas as palmas e as gaivotas de bronze chamadas "Gaivotas que perecem".